# ヴェスレイ・スナイデル
- ウェスリー・スナイダー

ヴェスレイ・ベンヤミン・スナイデル（Wesley Benjamin Sneijder (オランダ語発音: [ˈʋɛs.li ˈsnɛi̯.dər] ( 音声ファイル)), 1984年6月9日 - ）は、オランダ・ユトレヒト出身の元サッカー選手。元オランダ代表。現役時代のポジションはミッドフィールダー。
サッカー関係者からしばしば「幻のバロンドーラー」と称される。
所属した異なるリーグの4チームで、リーグ戦、カップ戦での優勝を経験している攻撃的ミッドフィールダー。インテル・ミラノ時代の2009-10シーズンにはインテルの中心選手としてUEFAチャンピオンズリーグ優勝を含む3冠達成に貢献。オランダ代表では同国代表最多出場記録の保持者であり、2010 FIFAワールドカップでは大会最多となる5得点を挙げオランダの準優勝に貢献した。

## 経歴

### 生い立ち～アヤックス
ユトレヒトで祖父、父もプロ選手であったというサッカー一家に生まれた。兄（ジェフレイ）、弟（ロドニー）と共にサッカー選手を志し、1992年にアマチュアのDOSというクラブからアヤックスの下部組織に入団。
2002-03シーズン、2002年12月22日のエクセルシオール戦にてトップチームデビューを果たす。同シーズンはリーグ、カップ計23試合に出場し5ゴールという活躍を見せた。
2003-04シーズン、その卓越したパススキルを存分に発揮しセンターハーフのレギュラーに定着。シーズン計38試合出場、10ゴールを挙げリーグ制覇に貢献し、同シーズンのヨハン・クライフ賞を受賞。2004-05、2005-06シーズンは司令塔としてアヤックスを支えたものの、ライバルであるPSVがフース・ヒディンクの下で全盛期を迎えており、クラブレベルでの特筆した成果を収めることが出来なかった。2006-07シーズン、クラブで背番号10番を与えられると、卓越したパスセンスに加えゴールを狙う積極性が増し、FKやミドルシュートでゴールを量産。リーグで18得点という成績を残した。

### レアル・マドリード
2007年8月12日、同じスペインのバレンシアCFとの獲得レースを制したレアル・マドリードへ加入。移籍金は2700万ユーロとされ、背番号はデビッド・ベッカムの着けていた23番に決まった。2007-08シーズン、開幕戦となったアトレティコ・マドリードとのマドリード・ダービーでリーガデビューを果たすと、続くビジャレアル戦で2得点、UDアルメリア戦で1得点を挙げ、その後も中心選手として活躍し、レアル・マドリードのリーグ2連覇に貢献した。2008-09シーズンは背番号10番を与えられたが、負傷の影響、更にはリハビリや通院と称してオランダのテレビタレントの女性と不倫を重ねていたことが発覚、離婚と慰謝料を求められ裁判沙汰になるなどして活躍できず結果を残すことは出来なかった。

### インテル・ミラノ
本人は残留を希望するも、レアル・マドリードが2009年夏の移籍市場にて大型補強を行ったことにより放出候補となり、2009年8月28日、半ば追い出されるような形でイタリアのインテルへ移籍した。移籍金は1500万ユーロ（約20億円）、年俸400万ユーロの4年契約とされている。加入から2日でミラノダービーに先発出場し、加入したばかりとは思えないパフォーマンスを見せ、インテルの大勝に貢献。10月3日に行われたウディネーゼ戦で後半ロスタイムにチームを救うセリエA初得点を挙げた。その後も中心選手として活躍し、インテルのセリエA5連覇を含む、イタリア史上初の主要タイトル3冠達成に大きく貢献した。シーズン終了後、UEFA最優秀MFに選出された。インテルでの3冠獲得と後述のワールドカップでの活躍から2010年のFIFAバロンドールの最有力候補と考えられていたが、2010年12月7日に発表された最終候補3人から外れ、物議を醸した。この年からの投票システムでは、従来から投票することができたジャーナリストに加え、各国代表監督とキャプテンも投票することができるようになっていた。スナイデルは、ジャーナリストの投票だけに絞ると1位であったものの、監督やキャプテンからはリオネル・メッシへ票が集まったことで落選、結局スナイデルはベストイレブンに選出されるにとどまった。その後は負傷や監督交代などの影響で不振に陥った。

### ガラタサライ
2013年1月、ガラタサライSKへの移籍に合意。2015年10月3日には、ガラタサライとの契約を2018年6月末まで延長したことを発表した。年俸は450万ユーロ（約6億円）で、2万ユーロ（約270万円）の出場ボーナスがつくと報道された。
2016年の冬の移籍期間で中国サッカー・スーパーリーグの江蘇蘇寧から年俸700万ユーロ（約9億円）のオファーが届いていた。ガラタサライに提示された移籍金は1600万ユーロ（約20億8000万円）だったが移籍は実現しなかった。2016-17シーズンをもってクラブを退団した。

### ニース
2017年8月7日、フランスのOGCニースに完全移籍で加入。背番号は10番を与えられるなど周囲の期待も大きかったが、定位置を確保することができなかった。結局、リーグ戦5試合に出場したのみで、ゴールもアシストもないまま2018年1月に退団を発表した。

### アル・ガラファ
2018年1月6日、カタールのアル・ガラファと1年半の契約を交わしたことを発表した。
2019年8月、現役引退を発表した。

## 代表経歴

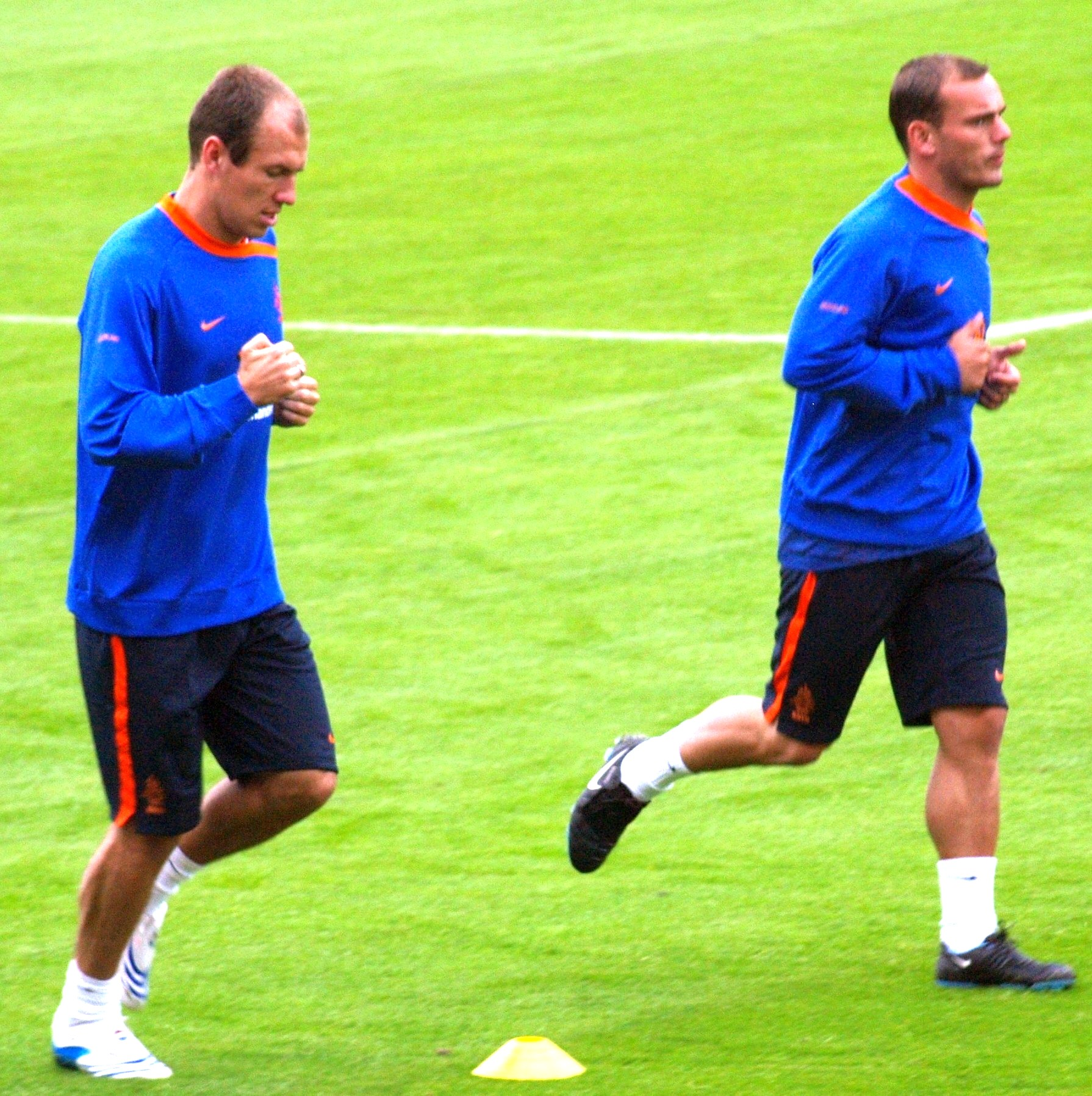
オランダ代表で、ロッベン（左）とトレーニングするスナイデル

2003年4月30日のポルトガル戦で代表デビューを果たす。同年10月11日のUEFA EURO 2004予選モルドバ戦で代表初得点を記録すると、同年11月19日には同予選プレーオフスコットランド第2戦で1得点3アシストの活躍で同国をUEFA EURO 2004本戦出場に導き、自身も本大会のメンバーに選出された。予選終盤での活躍とは裏腹に本大会ではシステムが4-4-2から4-3-3へ変更され中盤の枚数が減り、フィリップ・コクー、エドガー・ダーヴィッツ、クラレンス・セードルフといった百戦錬磨のベテランを揃えていたため、ベンチを暖める時間が多かった。同国は準々決勝で開催国ポルトガルに敗れ、ベスト4で大会を去った。
その後、新監督に就任したマルコ・ファン・バステンからも信頼を与えられ、2006 FIFAワールドカップ・ヨーロッパ予選のフィンランド戦、アンドラ戦でゴールを挙げる活躍を見せ、同国の2006 FIFAワールドカップ出場に貢献。自身も本大会メンバーに選出された。かつてのアヤックスでのチームメイトラファエル・ファン・デル・ファールトと攻撃的MFのポジションを争い、死のグループと呼ばれたグループCを突破したが、ベスト16で敗退を喫した。
UEFA EURO 2008では、グループリーグ第1戦のイタリア戦にて、ジョバンニ・ファン・ブロンクホルストが左サイドから上げたアーリークロスを、エリア右からディルク・カイトがヘディングでふわりとあげたボールを、完璧なタイミングで飛び出してきたイタリアのGKジャンルイジ・ブッフォンが僅かに開けてしまったシュートコースに叩き込んだ。このゴールと1アシストの活躍で勝利に貢献。同国はベスト8で敗退したものの、大会を通じて非常に高いパフォーマンスを見せ、欧州サッカー連盟の選ぶ23人のベストプレイヤーの中に選ばれた。

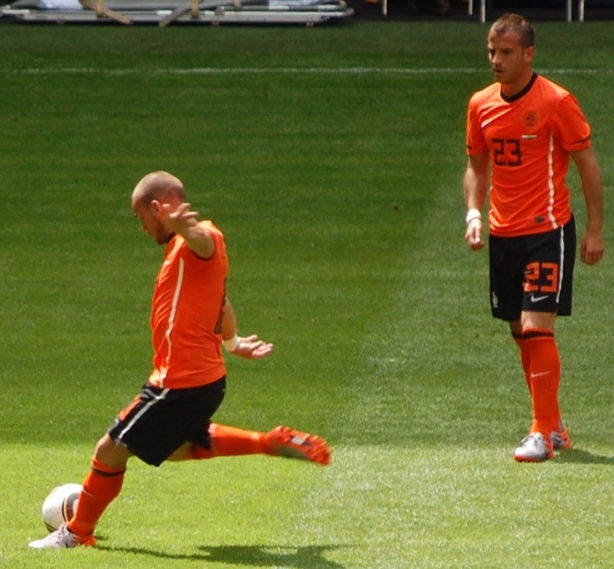
2010FIFAワールドカップでのスナイデルとファン・デル・ファールト

2010 FIFAワールドカップでは、グループリーグの日本戦で決勝点となるゴールを決め、ワールドカップ初ゴールを記録。決勝トーナメントでは準決勝まで3試合連続ゴールを決めた。前述の日本戦の他、ベスト16のスロバキア戦、逆転の2ゴールを挙げた準々決勝ブラジル戦、勝ち越しゴールを挙げた準決勝ウルグアイ戦の4試合で大会選定のマンオブザマッチに選出される活躍を見せ、オランダの32年ぶりの決勝進出に貢献した。しかし決勝では、スペイン戦で、アンドレス・イニエスタに決勝ゴールを決められ、準優勝に終わった。また、大会5ゴールでディエゴ・フォルラン、トーマス・ミュラー、ダビド・ビジャに並ぶ得点王（FWとして併用されない純粋なミッドフィールダーがW杯得点王に輝いたのは、スナイデルが初の快挙）となり、ブロンズブーツ賞とシルバーボール賞を受賞した。
2017年6月9日の2018 FIFAワールドカップ予選・ルクセンブルク戦で代表通算131試合目の出場となり、エトヴィン・ファン・デル・サールの持つオランダ代表最多記録を更新した。
2018年3月4日、オランダサッカー協会を通じて代表引退を表明した。歴代最多133試合に出場し、歴代10位の31得点を決めた。

## 人物・エピソード
- ラファエル・ファン・デル・ファールトとはアヤックスユース時代からの友人[19]。
- 2019年6月23日、車を損傷させたことによりユトレヒトで逮捕された[20]。

## 個人成績

### クラブ
| クラブ       | シーズン           | リーグ                   | 背番号       | リーグ戦 | リーグ戦 | カップ戦 | カップ戦 | リーグカップ戦 | リーグカップ戦 | 国際大会 | 国際大会 | その他 | その他 | 合計 | 合計 |
| クラブ       | シーズン           | リーグ                   | 背番号       | 出場     | 得点     | 出場     | 得点     | 出場           | 得点           | 出場     | 得点     | 出場   | 得点   | 出場 | 得点 |
| ------------ | ------------------ | ------------------------ | ------------ | -------- | -------- | -------- | -------- | -------------- | -------------- | -------- | -------- | ------ | ------ | ---- | ---- |
| 2002-03      | アヤックス         | エールディヴィジ         | 18           | 17       | 4        | 3        | 1        | —              | —              | 3        | 0        | —      | —      | 23   | 5    |
| 2003-04      | アヤックス         | エールディヴィジ         | 18           | 30       | 9        | 1        | 0        | —              | —              | 7        | 1        | —      | —      | 38   | 10   |
| 2004-05      | アヤックス         | エールディヴィジ         | 18           | 30       | 7        | 3        | 1        | —              | —              | 7        | 0        | 1      | 1      | 41   | 9    |
| 2005-06      | アヤックス         | エールディヴィジ         | 18           | 19       | 5        | 3        | 2        | —              | —              | 7        | 4        | 2      | 1      | 31   | 12   |
| 2006-07      | アヤックス         | エールディヴィジ         | 10           | 30       | 18       | 4        | 1        | —              | —              | 9        | 1        | 4      | 2      | 47   | 22   |
| クラブ通算   | クラブ通算         | クラブ通算               | クラブ通算   | 126      | 43       | 14       | 5        | —              | —              | 33       | 6        | 7      | 4      | 180  | 58   |
| 2007-08      | レアル・マドリード | リーガ・エスパニョーラ   | 23           | 30       | 9        | 2        | 0        | —              | —              | 5        | 0        | 1      | 0      | 38   | 9    |
| 2008-09      | レアル・マドリード | リーガ・エスパニョーラ   | 10           | 22       | 2        | 2        | 0        | —              | —              | 4        | 0        | 0      | 0      | 28   | 2    |
| クラブ通算   | クラブ通算         | クラブ通算               | クラブ通算   | 52       | 11       | 4        | 0        | —              | —              | 9        | 0        | 1      | 0      | 66   | 11   |
| 2009-10      | インテル           | セリエA                  | 10           | 26       | 4        | 4        | 1        | —              | —              | 11       | 3        | —      | —      | 41   | 8    |
| 2010-11      | インテル           | セリエA                  | 10           | 25       | 4        | 2        | 0        | —              | —              | 9        | 3        | 3      | 0      | 39   | 7    |
| 2011-12      | インテル           | セリエA                  | 10           | 20       | 4        | 2        | 0        | —              | —              | 5        | 0        | 1      | 1      | 28   | 5    |
| 2012-13      | インテル           | セリエA                  | 10           | 5        | 1        | 0        | 0        | —              | —              | 3        | 1        | —      | —      | 8    | 2    |
| クラブ通算   | クラブ通算         | クラブ通算               | クラブ通算   | 76       | 13       | 8        | 1        | —              | —              | 28       | 7        | 4      | 1      | 116  | 22   |
| 2012-13      | ガラタサライ       | スュペル・リグ           | 10           | 12       | 3        | —        | —        | —              | —              | 4        | 1        | —      | —      | 16   | 4    |
| 2013-14      | ガラタサライ       | スュペル・リグ           | 10           | 28       | 12       | 6        | 3        | —              | —              | 7        | 2        | 1      | 0      | 42   | 17   |
| 2014-15      | ガラタサライ       | スュペル・リグ           | 10           | 31       | 10       | 6        | 3        | —              | —              | 6        | 1        | 1      | 0      | 44   | 14   |
| 2015-16      | ガラタサライ       | スュペル・リグ           | 10           | 25       | 5        | 6        | 0        | —              | —              | 8        | 0        | 1      | 0      | 40   | 5    |
| 2016-17      | ガラタサライ       | スュペル・リグ           | 10           | 28       | 5        | 4        | 0        | —              | —              | 0        | 0        | 1      | 0      | 33   | 5    |
| クラブ通算   | クラブ通算         | クラブ通算               | クラブ通算   | 124      | 35       | 22       | 6        | —              | —              | 25       | 4        | 4      | 0      | 175  | 45   |
| 2017-18      | ニース             | リーグ・アン             | 10           | 5        | 0        | 0        | 0        | 0              | 0              | 3        | 0        | —      | —      | 8    | 0    |
| 2017-18      | アル・ガラファ     | カタール・スターズリーグ | 10           | 11       | 9        | 0        | 0        | —              | —              | 6        | 2        | —      | —      | 17   | 11   |
| 2018–19      | アル・ガラファ     | カタール・スターズリーグ | 10           | 11       | 6        | 1        | 1        | —              | —              | —        | —        | —      | —      | 12   | 7    |
| クラブ通算   | クラブ通算         | クラブ通算               | クラブ通算   | 22       | 15       | 1        | 1        | —              | —              | 6        | 2        | —      | —      | 29   | 18   |
| キャリア通算 | キャリア通算       | キャリア通算             | キャリア通算 | 405      | 117      | 49       | 14       | 0              | 0              | 104      | 19       | 16     | 5      | 574  | 155  |

## 代表歴

### 出場大会
- オランダ代表
  - 2004年 - UEFA EURO 2004（ベスト4）
  - 2006年 - 2006 FIFAワールドカップ（ベスト16）
  - 2008年 - UEFA EURO 2008（ベスト8）
  - 2010年 - 2010 FIFAワールドカップ（準優勝）
  - 2012年 - UEFA EURO 2012（グループリーグ敗退）
  - 2014年 - 2014 FIFAワールドカップ（3位）

### 試合数
- 国際Aマッチ 134試合 31得点（2003年 - 2018年）[21]

| オランダ代表 | 国際Aマッチ | 国際Aマッチ |
| 年           | 出場        | 得点        |
| ------------ | ----------- | ----------- |
| 2003         | 3           | 2           |
| 2004         | 14          | 3           |
| 2005         | 3           | 0           |
| 2006         | 10          | 0           |
| 2007         | 11          | 3           |
| 2008         | 10          | 3           |
| 2009         | 7           | 1           |
| 2010         | 15          | 7           |
| 2011         | 7           | 4           |
| 2012         | 10          | 1           |
| 2013         | 6           | 2           |
| 2014         | 15          | 2           |
| 2015         | 9           | 1           |
| 2016         | 6           | 1           |
| 2017         | 7           | 1           |
| 2018         | 1           | 0           |
| 通算         | 134         | 31          |

### 得点
| #   | 開催年月日     | 開催地             | 対戦国         | スコア | 結果 | 試合概要                                |
| --- | -------------- | ------------------ | -------------- | ------ | ---- | --------------------------------------- |
| 1.  | 2003年10月21日 | アイントホーフェン | モルドバ       | 2-0    | 5-0  | UEFA EURO 2004予選                      |
| 2.  | 2003年11月19日 | アムステルダム     | スコットランド | 1-0    | 6-0  | UEFA EURO 2004予選                      |
| 3.  | 2004年08月18日 | ストックホルム     | スウェーデン   | 1-1    | 2-2  | 親善試合                                |
| 4.  | 2005年06月08日 | アムステルダム     | フィンランド   | 1-1    | 3-1  | 2006 FIFAワールドカップ・ヨーロッパ予選 |
| 5.  | 2005年08月17日 | バルセロナ         | アンドラ       | 0-3    | 0-3  | 2006 FIFAワールドカップ・ヨーロッパ予選 |
| 6.  | 2007年03月14日 | アムステルダム     | ロシア         | 2-0    | 4-1  | 親善試合                                |
| 7.  | 2007年09月04日 | アムステルダム     | ブルガリア     | 1-0    | 2-0  | UEFA EURO 2008予選                      |
| 8.  | 2007年10月17日 | アイントホーフェン | スロベニア     | 1-0    | 2-0  | UEFA EURO 2008予選                      |
| 9.  | 2008年05月01日 | ロッテルダム       | ウェールズ     | 2-0    | 2-0  | 親善試合                                |
| 10. | 2008年06月09日 | ベルン             | イタリア       | 2-0    | 3-0  | UEFA EURO 2008                          |
| 11. | 2008年06月13日 | ベルン             | フランス       | 4-1    | 4-1  | UEFA EURO 2008                          |
| 12. | 2009年05月09日 | エンスヘデ         | 日本           | 2-0    | 3-0  | 親善試合                                |
| 13. | 2010年06月01日 | ロッテルダム       | ガーナ         | 3-1    | 4-1  | 親善試合                                |
| 14. | 2010年06月05日 | アムステルダム     | ハンガリー     | 2-1    | 6-1  | 親善試合                                |
| 15. | 2010年06月19日 | ダーバン           | 日本           | 1-0    | 1-0  | 2010 FIFAワールドカップ                 |
| 16. | 2010年06月28日 | ダーバン           | スロバキア     | 2-0    | 2-1  | 2010 FIFAワールドカップ                 |
| 17. | 2010年07月02日 | ポートエリザベス   | ブラジル       | 1-1    | 2-1  | 2010 FIFAワールドカップ                 |
| 18. | 2010年07月02日 | ポートエリザベス   | ブラジル       | 2-1    | 2-1  | 2010 FIFAワールドカップ                 |
| 19. | 2010年07月06日 | ケープタウン       | ウルグアイ     | 1-2    | 2-3  | 2010 FIFAワールドカップ                 |
| 20. | 2011年02月09日 | アイントホーフェン | オーストリア   | 1-0    | 3-1  | 親善試合                                |
| 21. | 2011年03月29日 | アムステルダム     | ハンガリー     | 2-2    | 5-3  | UEFA EURO 2012予選                      |
| 22. | 2011年09月03日 | アイントホーフェン | サンマリノ     | 2-0    | 11-0 | UEFA EURO 2012予選                      |
| 23. | 2011年09月03日 | アイントホーフェン | サンマリノ     | 10-0   | 11-0 | UEFA EURO 2012予選                      |
| 24. | 2012年06月02日 | アムステルダム     | 北アイルランド | 2-0    | 6-0  | 親善試合                                |
| 25. | 2013年06月11日 | 北京市             | 中華人民共和国 | 0-2    | 0-2  | 親善試合                                |
| 26. | 2013年10月15日 | イスタンブール     | トルコ         | 0-2    | 0-2  | 2014 FIFAワールドカップ・ヨーロッパ予選 |
| 27. | 2014年06月29日 | フォルタレザ       | メキシコ       | 1-1    | 2-1  | 2014 FIFAワールドカップ                 |
| 28. | 2014年11月13日 | アムステルダム     | メキシコ       | 1-1    | 2-3  | 親善試合                                |
| 29. | 2015年10月10日 | アスタナ           | カザフスタン   | 0-2    | 1-2  | UEFA EURO 2016予選                      |
| 30. | 2016年9月6日   | ソルナ             | スウェーデン   | 1-1    | 1-1  | 2018 FIFAワールドカップ・ヨーロッパ予選 |
| 31. | 2017年6月9日   | ロッテルダム       | ルクセンブルク | 2-0    | 5-0  | 2018 FIFAワールドカップ・ヨーロッパ予選 |

## タイトル

### クラブ
アヤックス・アムステルダム
- エールディヴィジ：1回 (2003-04)
- KNVBカップ：2回 (2005, 2006)
- ヨハン・クライフ・シャール：3回 (2002, 2005, 2006)

レアル・マドリード
- リーガ・エスパニョーラ：1回 (2007-08)
- スペインスーパーカップ：1回 (2008)

インテルナツィオナーレ・ミラノ
- コッパ・イタリア：2回 (2009-10, 2010-11)
- セリエA：1回 (2009-10)
- UEFAチャンピオンズリーグ：1回 (2009-10)
- イタリアスーパーカップ：1回 (2010)
- FIFAクラブワールドカップ：1回 (2010)

ガラタサライSK
- スュペル・リグ：1回 (2012-13)
- テュルキエ・クパス：1回 (2013-14)
- スュペル・クパ：1回 (2013)

### 個人
- アムステルダム年間最優秀若手選手賞：1回 (2003)
- オランダ年間最優秀若手選手賞：1回 (2004)
- アヤックス年間最優秀若手選手賞：1回 (2004)
- アヤックス年間最優秀選手賞：1回 (2007)
- UEFA欧州選手権 大会優秀選手：1回 (2008)
- UEFA欧州選手権 大会ベストゴール：1回 (2008) (グループリーグ初戦、フランス戦)
- UEFA最優秀MF：1回 (2010)
- FIFAワールドカップ アディダス・シルバーボール賞：1回 (2010)
- FIFAワールドカップ アディダス・ブロンズブーツ賞：1回 (2010)
- FIFA年間ベストイレブン：1回 (2010)